# Cisco Packet Tracer

Packet Tracer este un simulator de router Cisco care poate fi utilizat în formare și educație, dar și în domeniul cercetării pentru simulari simple a rețelelor de calculatoare. Instrumentul este creat de Cisco Systems și este prevăzut pentru distribuție gratuită în facultate, pentru studenți, și absolvenții care sunt sau au participat la programul Cisco Academy. Scopul Packet Tracer este de a oferi elevilor și profesorilor un instrument pentru a afla principiile de rețea precum și să dezvolte abilități specifice tehnologiei Cisco.